# Pokémon Ruby e Sapphire
Pokémon Ruby e Pokémon Sapphire (ポケットモンスター ルビー&サファイア, Poketto Monsutā Rubī & Safaia) são dois jogos que correspondem à terceira geração da série Pokémon. Desenvolvidos pela Game Freak e publicados pela Nintendo para Game Boy Advance, foram lançados no Japão em 21 de Novembro de 2002 e lançado no resto do mundo no ano seguinte, em 2003. Pokémon Emerald, uma versão especial do jogo, foi lançada dois anos depois. Um remake dos dois jogos, intitulado Omega Ruby e Alpha Sapphire, foi lançado para Nintendo 3DS em novembro de 2014.

## Jogabilidade
A mecânica básica de Ruby e Sapphire é praticamente a mesma dos seus antecessores. Tal como acontece com todos os jogos Pokémon para consoles portáteis, a jogabilidade é em terceira pessoa, a perspectiva é de cima e é composto por três telas básicas: um mapa de campo, no qual o jogador controla o personagem principal; uma tela de batalha; e um menu, no qual o jogador configura seu time, itens ou opções do jogo. O jogador começa o jogo com um Pokémon e pode capturar outros usando Pokébolas. O jogador também pode utilizar o seu Pokémon para batalhar com outro Pokémon. Quando o jogador encontra um Pokémon selvagem ou é desafiado por um treinador para uma batalha, a tela muda para uma tela de batalha por turnos, onde ocorre a luta Pokémon. Durante a batalha, o jogador pode lutar, usar itens, trocar de Pokémon ou fugir (a última não é disponível nas batalhas contra treinadores). Todos os pokémon têm pontos de vida (HP), quando o HP de um pokémon é reduzido a zero, ele desmaia e não pode lutar mais, até que seja revivido. Se o Pokémon do jogador vence o do adversário, ele recebe pontos de experiência. Depois de acumular pontos de experiência suficientes, ele pode subir de nível, sendo que a maioria dos Pokémon podem evoluir para uma nova espécie quando atingem um certo nível.
Além de lutar, capturar Pokémon é o elemento essencial do jogo Pokémon. Durante a batalha com um Pokémon selvagem (Pokémon de outros treinadores não podem ser capturados), o jogador pode usar uma Pokébola no Pokémon selvagem. Se for bem sucedido, o Pokémon será adicionado ao time atual do jogador (ou armazenado no PC, pois só possível carregar consigo até seis Pokémon). O sucesso da captura incluem o HP baixo do alvo e a força a Pokébola utilizada: quanto menor o HP e mais forte a Pokébola, maior a taxa de sucesso da captura. Outros fatores como o status (paralisado e dormindo) também contribuem para uma taxa de sucesso maior.

### Novos recursos de jogabilidade
A mudança mais importante na mecânica de batalha é a introdução de batalhas em dupla, nas quais são usadas dois Pokémon ao mesmo tempo. Consequentemente, certos ataques dos Pokémon podem afetar os dois adversário de uma só vez. Outra novidade para os jogos são as habilidades inatas e de natureza: a primeira é compartilhada por todos os Pokémon de uma determinada espécie, enquanto a última pode variar de uma espécie a outra. As habilidades afetam a força do Pokémon na batalha; no entanto, a variação ocorre nas estatísticas do Pokémon em vez de afetar diretamente a força dos seus movimentos. Também foi introduzido em Pokémon Ruby e Sapphire os Pokémon Contests, mini-jogos em que os jogadores apresentam as habilidades de seus Pokémon para os juízes. Os Pokémon e seus movimentos têm uma condição, que é aumenta pelo uso de Pokéblocos (doces feitos de frutas). Esses jogos foram os primeiros a apresentarem diferentes condições climáticas que afetam diretamente as batalhas.
Assim como Pokémon Silver, Gold e Crystal, Ruby e Sapphire acompanham o tempo da vida real; isso influencia as marés e o crescimento das plantas no jogo. No entanto, ao contrário de seus antecessores, em Ruby e Sapphire não há diferenciação entre o dia e a noite. Além disso, devido às diferenças nas especificações técnicas dos cabos de ligação do Game Boy e Game Boy Advance, as edições Ruby e Sapphire não podem realizar batalhas e trocas com as gerações anteriores.

### Conectividade com outros dispositivos
Ruby e Sapphire têm um suporte limitado e-Reader. A Nintendo lançou o Battle-e Cards, um conjuntos de cartas de e-Reader que continham dados dos jogadores. Uma carta especial de e-Reader chamada Eon Ticket também foi lançada; obtida através da função Mystery Gift, o Ticket permitia que o jogador tivesse acesso a Southern Island. Lá, o jogador enfrentaria Latios ou Latias, dependendo da versão do jogo.
Eles também são compatíveis aos jogos da GameCube Pokémon Colosseum, Pokémon XD: Gale of Darkness e Pokémon Box. Nos dois primeiros, quando os jogadores acumulam uma certa quantia de pontos no jogo, é possível realizar uma troca de Pokémon entre Colosseum/XD e Ruby/Sapphire. Além disso, quem teve acesso a pré-venda de Colosseum, pode ter acesso ao Pokémon Jirachi e ver uma prévia do filme Pokémon: Jirachi Wish Maker. Box, também chamado de "Microsoft Office" Pokémon, permite que os jogadores armazenem e guardem seus Pokémon no GameCube. Na versão europeia de  Pokémon Channel, os jogadores poderiam receber um Jirachi em um certo ponto jogo e poderiam o transferir para Ruby/Sapphire.

## Sinopse

### Cenário
Pokémon Ruby e Sapphire se passa na região de Hoenn, localizada a uma distância desconhecida das regiões Kanto e Johto, que são destaques dos jogos anteriores. O design de Hoenn foi baseado na ilha e região japonesa de Kyushu; no entanto, Hoenn é virada em 90º quando comparada a  Kyushu, pois Junichi Masuda sentiu que isso iria fornecer uma melhor jogabilidade. Assim como Kyushu, Hoenn possui muitas pequenas ilhas e parte da região é dominada por rotas marítimas, vários das quais contêm áreas onde o jogador pode mergulhar debaixo d'água.

### História
Assim como os outros jogos de Pokémon, Ruby e Sapphire possui uma jogabilidade linear; os eventos principais ocorrem em uma ordem fixa. O protagonista dos jogos é uma criança que recentemente se mudou para Littleroot Town. Inicialmente, o jogador escolhe o seu primeiro Pokémon, que pode ser Treecko, Torchic ou Mudkip, através de Professor Birch. O rival do protagonista também é um treinador Pokémon e ocasionalmente batalha com o jogador. Os principais objetivos do jogo são derrotar os oito Líderes de Ginásio, provando ser digno de desafiar a Elite Four e o atual campeão, para se tornar o vencedor, além de completar os 202 Pokémon da Pokédex (é possível obter os 386 Pokémon, mas é preciso realizar trocas com Pokémon FireRed e LeafGreen).
Além da missão principal de derrotas os Líderes de Ginásio, há diversas missões secundárias, em que o jogador pode ajudar os NPCs, cumprindo tarefas (geralmente de obter itens); outras missões incluem a captura de Pokémon lendários. O subtrama envolve as organizações criminosas Team Aqua e Team Magma, que querem usar Pokémon para alterar o clima de Hoenn. Em Ruby, os vilões, Team Magma, querem o Pokémon lendário Groudon para secar os oceanos de Hoenn e aumentar a massa de terra da região; em Sapphire, o Team Aqua querem Kyogre para aumentar os níveis de água da região. O pai do jogador também o apresenta a Wally, um menino doente que ensina o protagonista a capturar um Pokémon. Wally eventualmente supera sua doença e se torna um treinador Pokémon de sucesso, desafiando o jogador antes de enfrentar a Elite Four.

## Desenvolvimento e lançamento
Pokémon Ruby e Sapphire foram desenvolvidos pela Game Freak e Nintendo sob a direção de Junichi Masuda. Tal como nos antecessores, Ken Sugimori também era diretor, mas nos primeiros jogos ele não produziu sozinho toda a arte.[carece de fontes?] Quando perguntado da onde sua equipe de design tirou ideias para os novos Pokémon, Sugimori responde que elas vieram de experiências passadas na infância, envolvendo a natureza, animais e os meios de comunicação. Além disso, olhar para o mundo de uma perspectiva diferente muitas vezes gera inspiração para as criaturas. "Primeiro selecionamos um inseto e depois adicionamos elementos para lhe fazer parecer um Pokémon", Sugimori disse, ao descrever o processo de criação de um Pokémon.
Esses foram os primeiros jogos da séries em que quatro jogadores compartilhavam informações ao mesmo tempo, sendo que anteriormente o limite era de apenas dois. No entanto, a equipe de desenvolvimento utilizou gráficos básicos, para manter o jogo simples e não muito confuso. A equipe queria que o jogo tivesse um grande público alvo, de modo que o software fosse projetado para ser fácil o suficiente para que as crianças também pudessem brincar, além de novas recursos serem adicionados, para manter os jogadores veteranos interessados.
Masuda afirmou que a filosofia básica de todos os jogos de Pokémon é a comunicação; a série de Pokémon se manifesta através de batalhas e trocas com outras pessoas. Quando perguntado sobre o novo conceito de batalhas em dupla, os desenvolvedores notaram que tentaram se focar mais nas batalhas 1x1, pois era o tipo de competição principal, e encararam as batalhas em dupla como um "novo desafio". Eles falaram que, se recebessem um retorno positivo dos fãs, as batalhas em dupla poderiam aparecer nas gerações futuras.
Ruby e Sapphire também foram a primeira série a não ter todos os Pokémon das gerações anteriores. Sugimori afirmou que a equipe tentou introduzir novos Pokémon bem como alguns dos jogos passados. Quando perguntado sobre recursos que não poderiam ser incluídos devido a restrições técnicas, Masuda fala que queria que cada Pokémon emitisse três sons diferentes, dependendo do seu humor.
A Nintendo não promoveu Ruby e Sapphire na convenção E3 2002; no entanto, investiu $7 milhões em campanhas promocionais que duraram de março a maio de 2003. Além de compensar as pessoas que fizeram a pré-encomenda dos jogos com outro produto da franquia, a Nintendo realizou um concurso no qual os participantes mandavam vídeos deles mesmos cantando o tema de Pokémon com as letras reescritas; o vencedor do evento ganhou um PT Cruiser Lugia. Mais tarde naquele ano, foi lançado o EON Ticket Summer Tour, em que 125 lojas Toys "R" Us dos Estados Unidos ofereciam o e-Card Eon Ticket entre 19 de julho e 1 de setembro. A Nintendo utilizou a marca Vimto para promover os jogos no Reino Unido.

## Legado
Pokémon Ruby e Sapphire tiveram uma aprovação de 84% dos que votaram no site Game Rankings.
Venderam mais de cinco milhões de cópias no Japão e mais de quatro milhões de cópias nos EUA. Juntos, são os jogos de Game Boy Advance mais vendidos de todos os tempos. Separados, os dois estão entre os três jogos de GBA mais vendidos de sempre.